# John Trevor Blokdyk
John Trevor Blokdyk (Krugersdorp, 30 novembre 1935 – Hekpoort, 19 marzo 1995) è stato un pilota automobilistico sudafricano che ha partecipato a due edizioni del Gran Premio del Sud Africa valevoli per il Campionato del Mondo di Formula 1.

## Carriera
Il suo debutto di al volante di una vettura di Formula 1 avviene il 9 dicembre 1961 in occasione del IV Rand Grand Prix, gara corsa sul circuito di Kyalami (Sudafrica) e non valida per il Campionato del Mondo: al volante di una Cooper T 52 Ford, Blokdyk si ritira al giro 5 di 75. La corsa è vinta da Jim Clark su Lotus 21 Climax. Otto giorni dopo, sul circuito di Westmead (sempre in Sudafrica) coglie, sempre al volante della Cooper T 52 Ford, un risultato sicuramente migliore, piazzandosi 8º nella prima edizione del Natal Grand Prix, vinta dal solito Jim Clark.
Trasferitosi in Europa, Blokdyk partecipa nel 1962 al campionato di Formula Junior.
Il debutto nel Campionato del Mondo di Formula 1 è datato 28 dicembre 1963, sul circuito di East London, in occasione del 10 South African Grand Prix: al volante di una Cooper T 51 Maserati gommata Dunlop della Scuderia Lupini, Blokdyk parte in 19ª posizione per classificarsi 12º a 8 giri dal vincitore Jim Clark
Più sfortunata la seconda partecipazione, il 1º gennaio 1965 sempre sul circuito di East London: al volante di una Cooper T 59 Ford privata, Blokdyk non riesce infatti a qualificarsi.
Nel 1964 intanto aveva partecipato ancora ad una prova non valevole per il Mondiale, il VII Rand Grand Prix, sul circuito di Kyalami (Sudafrica). Blokdyk, al volante di una Cooper T 59 Alfa Romeo della Hoffmann Racing si ritira al giro 19 di 25; per la cronaca la gara è vinta da Graham Hill al volante di Brabham BT11 BRM.
Blokdyk continuò a correre in Europa nelle categorie minori fino alla fine degli anni sessanta.

## Risultati in Formula 1
| 1963 | Scuderia        | Vettura    |  |  |  |  |  |  |  |  |  |    |  | Punti | Pos. |
| ---- | --------------- | ---------- |  |  |  |  |  |  |  |  |  | -- |  | ----- | ---- |
| 1963 | Scuderia Lupini | Cooper T51 |  |  |  |  |  |  |  |  |  | 12 |  | 0     |      |

| 1965 | Scuderia       | Vettura    |    |  |  |  |  |  |  |  |  |  |  | Punti | Pos. |
| ---- | -------------- | ---------- | -- |  |  |  |  |  |  |  |  |  |  | ----- | ---- |
| 1965 | Pilota privato | Cooper T59 | NQ |  |  |  |  |  |  |  |  |  |  | 0     |      |

| Legenda | 1º posto     | 2º posto | 3º posto    | A punti         | Senza punti/Non class.  | Grassetto – Pole position Corsivo – Giro più veloce |
| Legenda | Squalificato | Ritirato | Non partito | Non qualificato | Solo prove/Terzo pilota | Grassetto – Pole position Corsivo – Giro più veloce |